# Les Trappeurs de l'Hudson
Pour plus de détails, voir Fiche technique et Distribution.
Les Trappeurs de l'Hudson (Hudson's Bay) est un film dramatique américain réalisé par Irving Pichel, sorti en 1941.
Au Canada, la Compagnie de la Baie d'Hudson a effectué la promotion du film dans leurs magasins à rayon.
L'histoire est partiellement basé sur la vie des personnalités comme Pierre-Esprit Radisson et Médard Chouart des Groseilliers sur l'exploration de la baie d'Hudson qui amènera la fondation de la Compagnie de la Baie d'Hudson.

## Synopsis
Pierre Esprit Radisson, un trappeur, et son ami Gooseberry espèrent ouvrir un poste de traite dans la région de la baie d'Hudson, dans le nord-est du Canada, en 1667.
Ils rencontrent Lord Edward Crewe, un noble anglais emprisonné et banni de son pays par le roi Charles II. Ils parviennent à libérer Edward, qui finance leur expédition, commençant à Montréal, destinée à favoriser le libre-échange avec les Indiens et à faire du Canada une terre plus unie.
Barbara Hall est l'amoureuse d'Edward et son frère, Gerald, leur est imposé après que les explorateurs se soient rendus en Angleterre pour demander la faveur du roi. Le prince Rupert aide Edward à revenir dans les bonnes grâces du roi. Charles II est ouvert à l'idée d'un poste de traite, à condition qu'on lui apporte personnellement 400 000 peaux.
Gérald crée des problèmes au Canada dès que le nouveau poste de traite de Fort Charles est établi. Ses actions incitent à la violence chez les Indiens, qui demandent qu'il soit puni. Malgré les objections du roi et à la grande horreur de Barbara, Radisson et ses associés permettent que Gérald soit condamné à mort par un peloton d'exécution.
Mais une fois qu'elle a pris conscience de la gravité des méfaits de son frère, et grâce à l'essor du poste de traite de la Baie d'Hudson, Barbara pardonne à son amour Edward tandis que ses associés Radisson et Gooseberry célèbrent leur succès.

## Distribution
- Paul Muni : Pierre-Esprit Radisson
- Gene Tierney : Barbara Hall
- Laird Cregar : Médard Chouart des Groseilliers
- John Sutton : Lord Edward Crewe
- Virginia Field : Nell Gwynne
- Vincent Price : Charles II
- Nigel Bruce : Prince Rupert
- Chief Thundercloud : Orimha
- Frederick Worlock : Gouverneur anglais
- Montagu Love : Gouverneur D'Argenson
- Ian Wolfe : Maire
- John Big Tree : Chef

Acteurs non crédités :
- Jean Del Val : Capitaine du bateau
- Lionel Pape : Valet de chambre